# Paul Abadie
Paul Abadie (Parigi, 10 novembre 1812 – Chatou, 2 agosto 1884) è stato un architetto francese.

## Biografia
Studiò pittura nell'atelier di Jean Alaux e architettura presso Achille Leclère (1785–1853). Dal 1835 al 1839 studiò all'Ecole des Beaux-Arts e nel 1839 vinse il Gran Premio di Roma.
Esponente dell'eclettismo architettonico, ha lavorato ai restauri della Cattedrale di Notre-Dame di Parigi nel 1845, così come a quelli della chiesa di Santa Croce di Bordeaux, della cattedrale di San Pietro di Angoulême e della cattedrale di Périgueux.
Negli anni 1850 lavorò ad una profonda ristrutturazione della chiesa abbaziale dell'abbazia di Saint-Pierre de Brantôme.
La cattedrale di Périgueux è stata poi la sua fonte di ispirazione per il progetto della basilica del Sacro Cuore di Montmartre (1876) a Parigi, sua opera più celebre realizzata in seguito ad un concorso indetto nel 1874 e caratterizzata dalla coesistenza di diversi prelievi stilistici, soprattutto romanici e bizantini.
Succedette a Viollet-le-Duc, di cui era allievo e con il quale aveva collaborato al restauro di Notre-Dame, come architetto della Diocesi di Parigi.

## Opere

### Costruzioni
- Basilica del Sacro Cuore di Montmartre, progetto iniziale ispirato dalla cattedrale di Saint-Front a Périgueux.
- Hôtel de ville d'Angoulême
- Chiesa di Notre-Dame a Chatou

- Chiesa di Notre-Dame di Bergerac

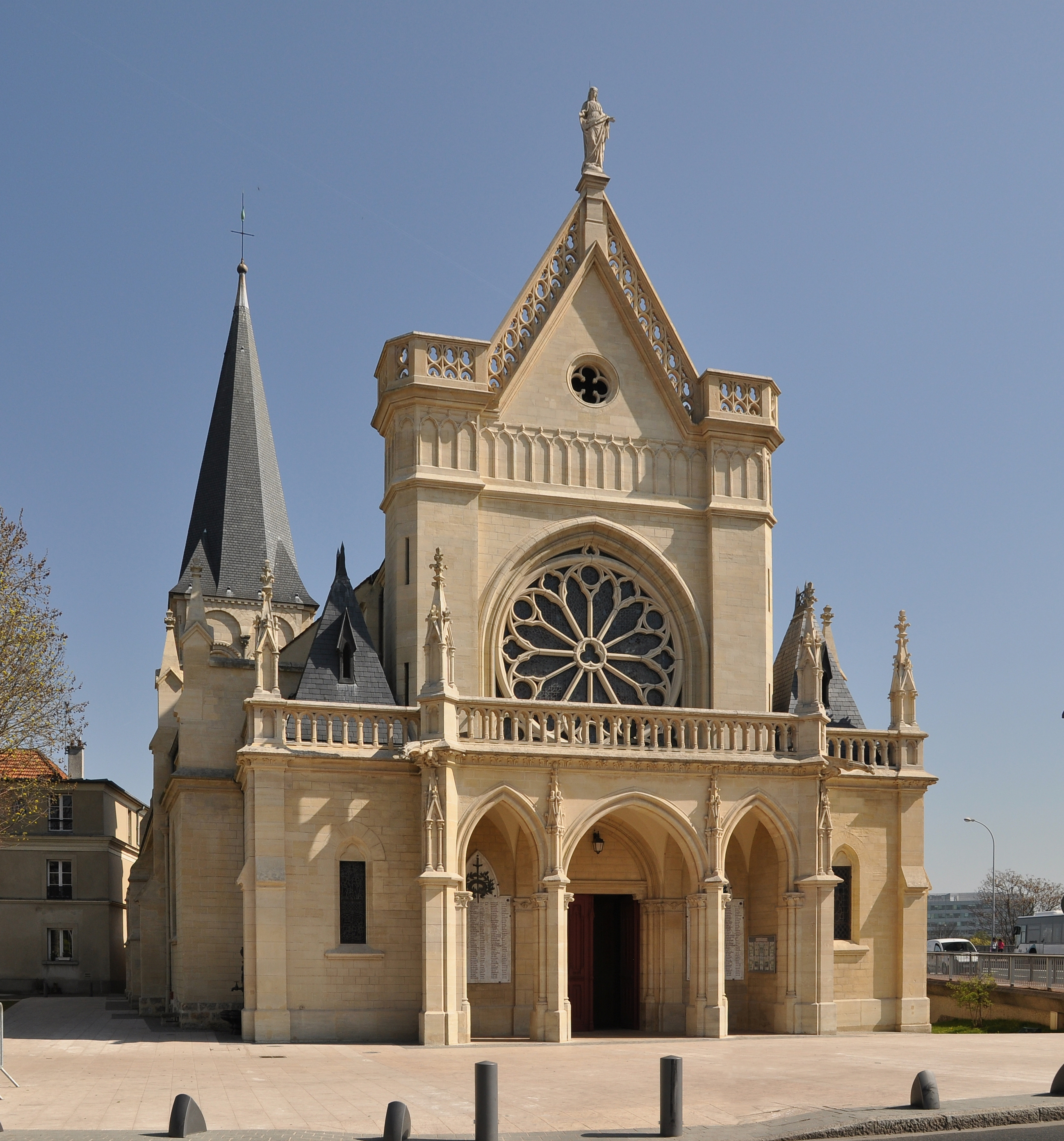
Chiesa di Notre-Dame de Chatou

- Chiesa neoromanica di Saint-Georges, Mussidan
- Liceo Guez-de-Balzac, Angoulême (iniziata da suo padre)

### Restauri
- Cattedrale di Notre-Dame di Parigi (sotto la direzione di Viollet-le-Duc)
- Chiesa abbaziale di Santa Croce, Bordeaux
- Basilica di San Michele[4], Bordeaux
- Saint-Ferdinand, Bordeaux
- Chiesa della Bastide, Bordeaux
- Sacrestia della Cattedrale Saint-André, Bordeaux
- Cattedrale di Saint-Front, Périgueux
- Chiesa di San Giorgio, Périgueux
- Chiesa abbaziale di San Pietro, Brantôme
- Cattedrale di San Pietro, Angoulême
- Cattedrale di Santo Stefano, Cahors
- Chiesa di Saint-Léger de Cognac, Cognac
- Chiesa collegiale del Moustier, a Saint-Yrieix-la-Perche
- Chiesa di San Pietro a Châteauneuf-sur-Charente

### Altro
- Tomba di Jean-Louis Guez de Balzac, Angoulême (Hôtel-Dieu, cappella)